# Христинівка (станція)
Христинівка — вузлова дільнична залізнична станція Шевченківської дирекції Одеської залізниці. Розташована в однойменному місті Черкаської області.
Станція острівного типу — вокзал розташований між основними коліями станції, що відповідно до напрямків платформи з різних боків вокзалу мають назви Козятинська та Вапнярська.

## Розташування
Христинівка — важливий залізничний вузол. Звідси розгалужуються у чотирьох напрямках на:
- Умань
- Вапнярку
- Черкаси
- Козятин I.

Жоден з напрямків не електрифікований. Мова про електрифікацію поки не йде.

## Історія
Станцію було відкрито у 1890 році. Назва походить від найближчого до неї села, відомого з 1642 року. З уведенням в експлуатацію залізничних ліній Вапнярка — Христинівка (1889), Козятин I — Умань (1890), Христинівка — Шпола (1891) перетворило Христинівку на важливий залізничний вузол, що з'єднав чотири напрямки. Назву станція отримала від селища, яке розташоване неподалік.

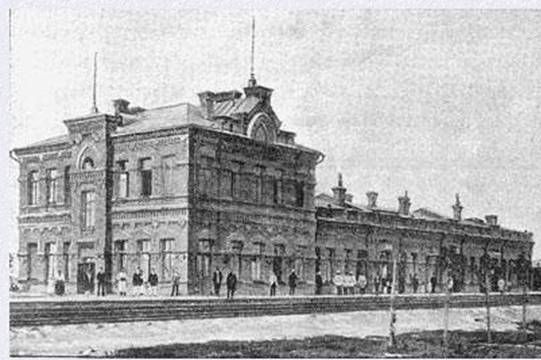
Вокзал станції Христинівка (1914)

Під час Української революції 1917—1920 років у боях на станції Христинівка брав участь відомий поет і журналіст Володимир Сосюра.
У 1920⁣ — ⁣1930-х роках тут працював машиніст паровозного депо станції Христинівка Феофан Іванович Білий, який народився у 1885 році у селі Шукайвода Верхняцької волості Уманського повіту Київської губернії (нині — Христинівський район Черкаської області). Заарештований за доносом та  засуджений за статтею 54-10 Кримінального кодексу УРСР («антирадянська агітація») та 17 листопада 1937 року Трійкою УНКВС Київської області приречений до розстрілу. Розстріляний 2 грудня 1937 року та похований на території спецділянки НКВС УРСР у Биківнянському лісі (м. Київ). Реабілітований 16 липня 1958 року Черкаським обласним судом.
Прізвище Феофана Білого вибите на стінах пам'яті Міжнародного меморіалу жертв тоталітаризму 1937—1941 років Національного історико-меморіального заповідника «Биківнянські могили». Тут поховані також розстріляні Христинівські машиністи Станіслав Камінський та Микола Шаревич. Наразі встановлені імена 73 працівників паровозного депо станції Христинівка, які безвинно постраждалі у роки репресій, з яких відбували покарання у таборах ГУЛАГ 43 працівники, а 19 працівників були розстріляні.
Під час Другої світової війни первинний вокзал був зруйнований, а 1954 року побудований новий на місці старого вокзалу, який зовні нагадує історичну будівлю. Торцевий вхід прикрашений міцними колонами, а ніша, як і вся будівля вокзалу, — багатим оздобленням, характерним для сталінської архітектури.
1962 року завершена модернізація і розширення залізничного вузла.
До 2000 року через станцію прямували  понад 12 пасажирських, до 10 пар приміських та понад 30 вантажних поїздів[джерело?]. У напрямку Козятина курсували дві пари нічних пасажирських поїздів, що прямували до Жмеринки та Києва. З Умані призначався туристичний поїзд № 633/634 Умань — Дніпропетровськ. За радянських часів курсував поїзд № 611/612 Умань — Одеса.
2011 року на станції встановлений пам'ятник-паровозу Ер-773-06.

## Пасажирське сполучення
Станція Христинівка приймає щодня приміські та міжміські поїзди різних напрямків.
Мало пряме залізничне сполучення зі Львовом, Черкасами, Козятином, Уманню, Гайвороном тощо.
Від станції Христинівка вирушають поїзди приміського сполучення до станцій Зятківці, Умань, Вапнярка (де можна здійснити пересадку на електропоїзди до Жмеринки та Одеси), Черкаси (на проміжних станціях Цвіткове, імені Тараса Шевченка можлива пересадка на приміські поїзди до станцій Миронівка, Фундукліївка, Знам'янка), Козятин I (де можлива пересадка на приміські поїзди до станцій Жмеринка, Вінниця, Бердичів, Шепетівка, Коростень, Житомир, Фастів I, Київ).
Продаж квитків на приміські поїзди здійснюється в добу поїздки і напередодні. Вартість проїзду — невисока, у дизель-поїзді діють усі передбачені пільги для студентів, дітей та інших. Пенсіонери зобов'язані звернутися в касу або до провідника для отримання безплатного квитка, в іншому разі вони є безквитковими та не мають права на проїзд.
З 18 березня 2020 року через станцію тимчасово не курсував єдиний фірмовий пасажирський поїзд  № 95/96 «Тясмин» сполученням Черкаси — Львів, через карантинні обмеження спричинені розповсюдженням захворюваності на COVID-19. З 1 липня 2021 року відновлено курсування поїзда «Тясмин».
З 12 грудня 2021 року  «Укрзалізниця» призначила новий маршрут поїзда № 68/67 сполученням Маріуполь — Львів через станцію Христинівка.
З 17 листопада 2022 року відновлено пасажирське сполучення між Харковом та Уманню. Маршрут руху поїзда пролягає через станцію Дніпро-Головний.
| Рух поїздів по станції Христинівка |                       |                |                       | | |
| №                                  | Маршрут сполучення    | №              | Маршрут сполучення    | Проміжні станції | Періодичність курсування                                                                             |
| Приміське сполучення               |                       |                |                       | | |
| 6301/6302                          | Христинівка — Черкаси | 6302/6301      | Черкаси — Христинівка | Цвіткове | Щоденно                                                                                              |
| 6356/6355                          | Черкаси — Умань       | 6355/6356      | Умань — Черкаси       | Звенигородка, Цвіткове, імені Тараса Шевченка | Щоденно                                                                                              |
| 6297                               | Христинівка — Козятин | 6298           | Козятин — Христинівка | Оратів, Погребище I, Зарудинці | ср, чт, сб, нд з 29.02.2020                                                                          |
| 6421                               | Умань — Вапнярка      | 6422           | Вапнярка — Умань      | Зятківці, Ладижин | ср, чт, сб, нд з 29.02.2020                                                                          |
| 6423                               | Христинівка — Умань   | 6424           | Умань — Христинівка   | Розсішки | ср, чт, сб, нд з 29.02.2020                                                                          |
| Далеке сполучення                  |                       |                |                       | | |
| 65/66                              | Харків — Умань        | 66/65          | Умань — Харків        | Лозова, Павлоград I, Дніпро-Головний, Кам'янське-Пасажирське, Знам'янка-Пасажирська, Імені Тараса Шевченка, Цвіткове, Шпола                                                                     | Призначений з 17.11.2022, через день                                                                 |
| 67/68                              | Маріуполь — Львів     | 68/67          | Львів — Маріуполь     | Тернопіль, Хмельницький, Жмеринка, Вапнярка, Ладижин, Шпола, Цвіткове, Імені Тараса Шевченка, Знам'янка-Пасажирська, Кам'янське-Пасажирське, Дніпро-Головний, Запоріжжя I, Федорівка, Волноваха | Курсував з 12.12.2021 по 01.03.2022 року через день. Скасований через російське вторгнення в Україну |
| 96/95 «Тясмин»                     | Львів — Черкаси       | 95/96 «Тясмин» | Черкаси — Львів       | Тернопіль, Хмельницький, Жмеринка, Вапнярка, Ладижин, Шпола, Цвіткове, Імені Тараса Шевченка | Скасований з 12.12.2021, курсував по числам                                                          |

Колишні маршрути поїздів:
До початку 2010-х років пасажирські поїзди вирушали також до станцій:
- Кременчук (через станцію Імені Тараса Шевченка)
- Ясинувата-Пасажирська (через станції Імені Тараса Шевченка, Знам'янка-Пасажирська, Дніпро, Синельникове II)
- Харків (через станції Імені Тараса Шевченка, Черкаси, Полтава-Київська).

## Вантажний рух
У Христинівці формуються і переформовуються вантажні поїзди різних напрямків, враховуючи її вигідне географічне розташування.
На станції базується Христинівське ХПП, яке належить групі компаній «Alebor Group».

## Локомотивне депо Христинівка
На станції Христинівка розташоване локомотивне депо ТЧ-6 «Христинівка», яке було засноване 1890 року і спочатку експлуатувалося як оборотне паровозне депо. В локомотивному депо здійснюється ремонт дизель-поїздів, а також розміщується цех по контролю вимірювальних приладів та автоматики. Локомотивне депо віялового типу, поруч розташований поворотний круг, який побудований 1948 року і перебудований у 2011 році.
У Христинівці розташовується моторвагонне депо, де у вільний від роботи час, проходять технічне обслуговування, генеральне прибирання, ремонтуються різними видами ремонту приміські дизель-поїзди Д1 та нові ДЕЛ-02.
Частина христинівських дизелів працює на Миколаївському та Херсонському залізничних вузлах, там проходять ТО, але на ремонт їздять в Христинівку.
Технічний стан Христинівських дизель-поїздів — найзразковіший серед інших депо України, що обслуговують аналогічні поїзди.
У дизель-поїздах Христинівського мотровагонного депо наявне опалення, туалети з водою та милом, вагони завжди чисті, тому що поїзди щодня бувають в депо. У першому й останньому вагонах поїздів Д1 розміщені двигуни та кабіни машиніста.

## Галерея

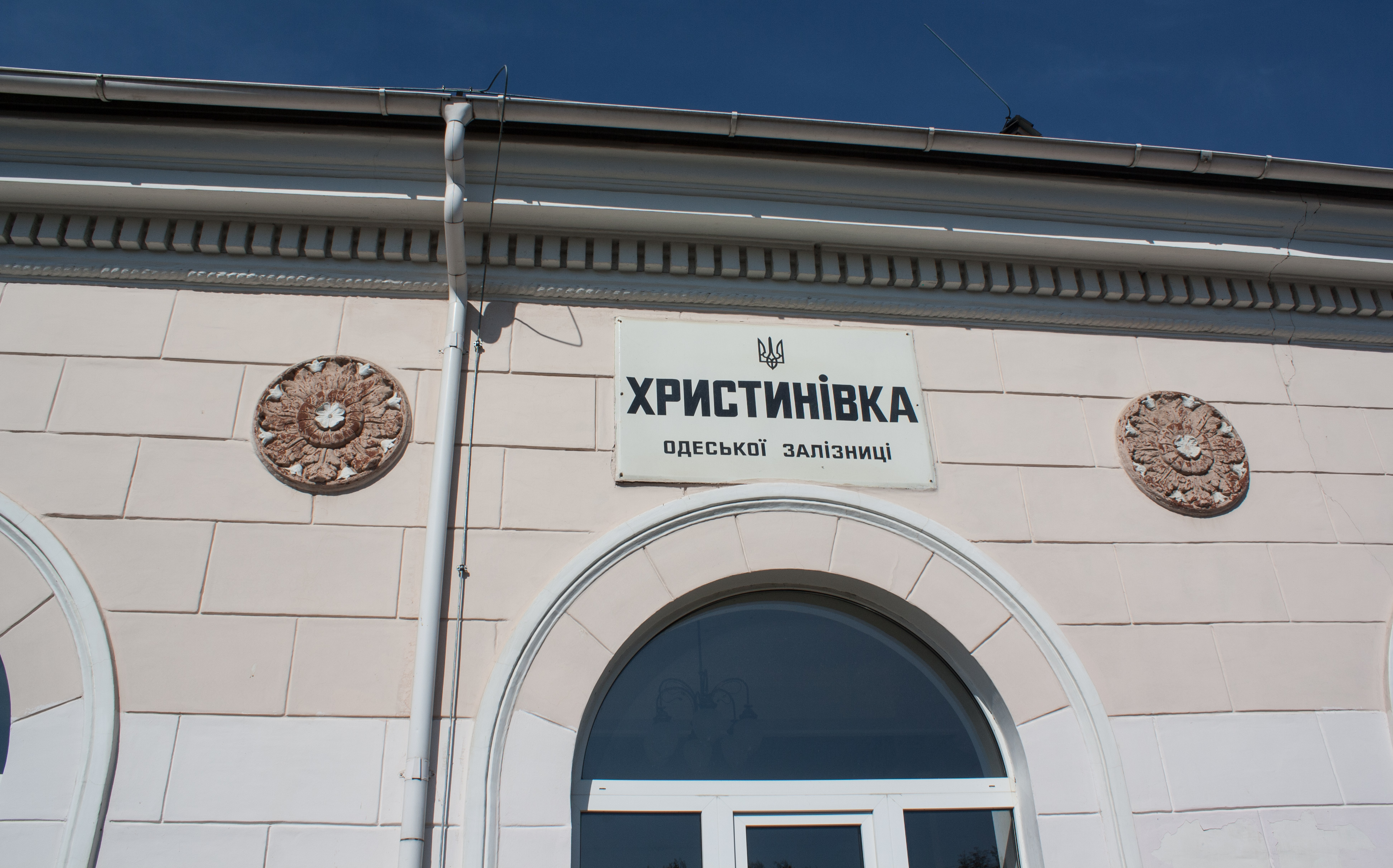
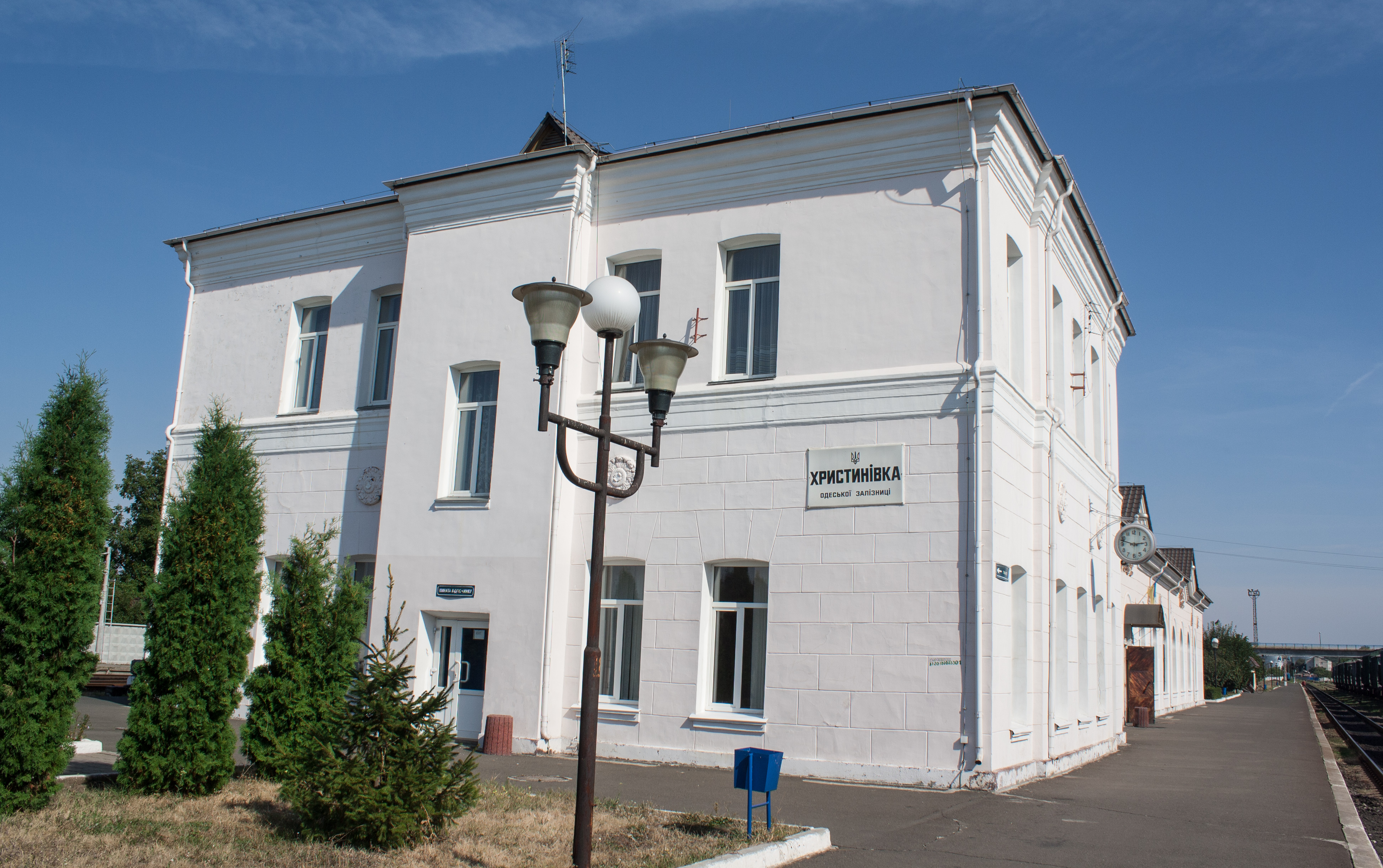
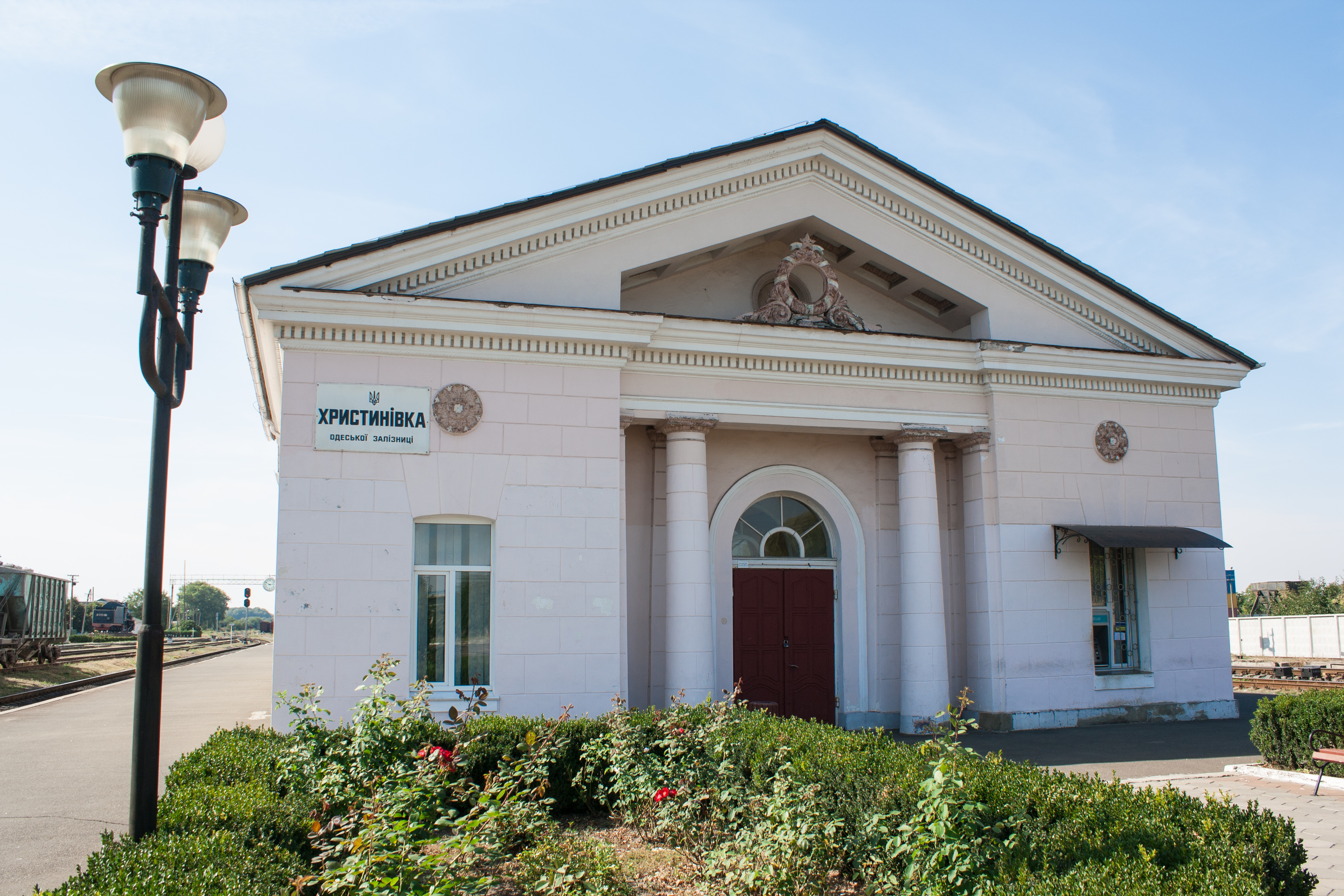
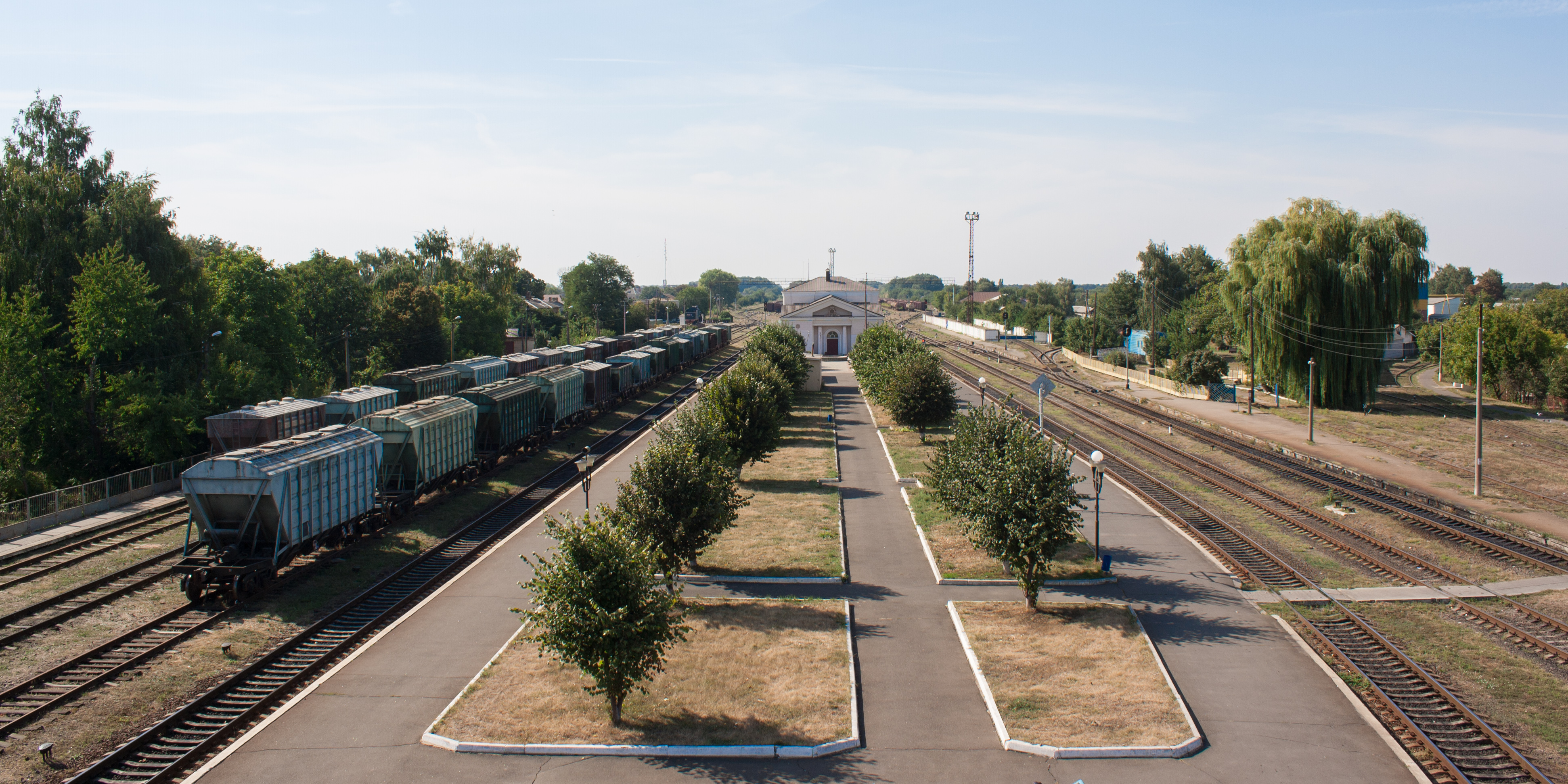
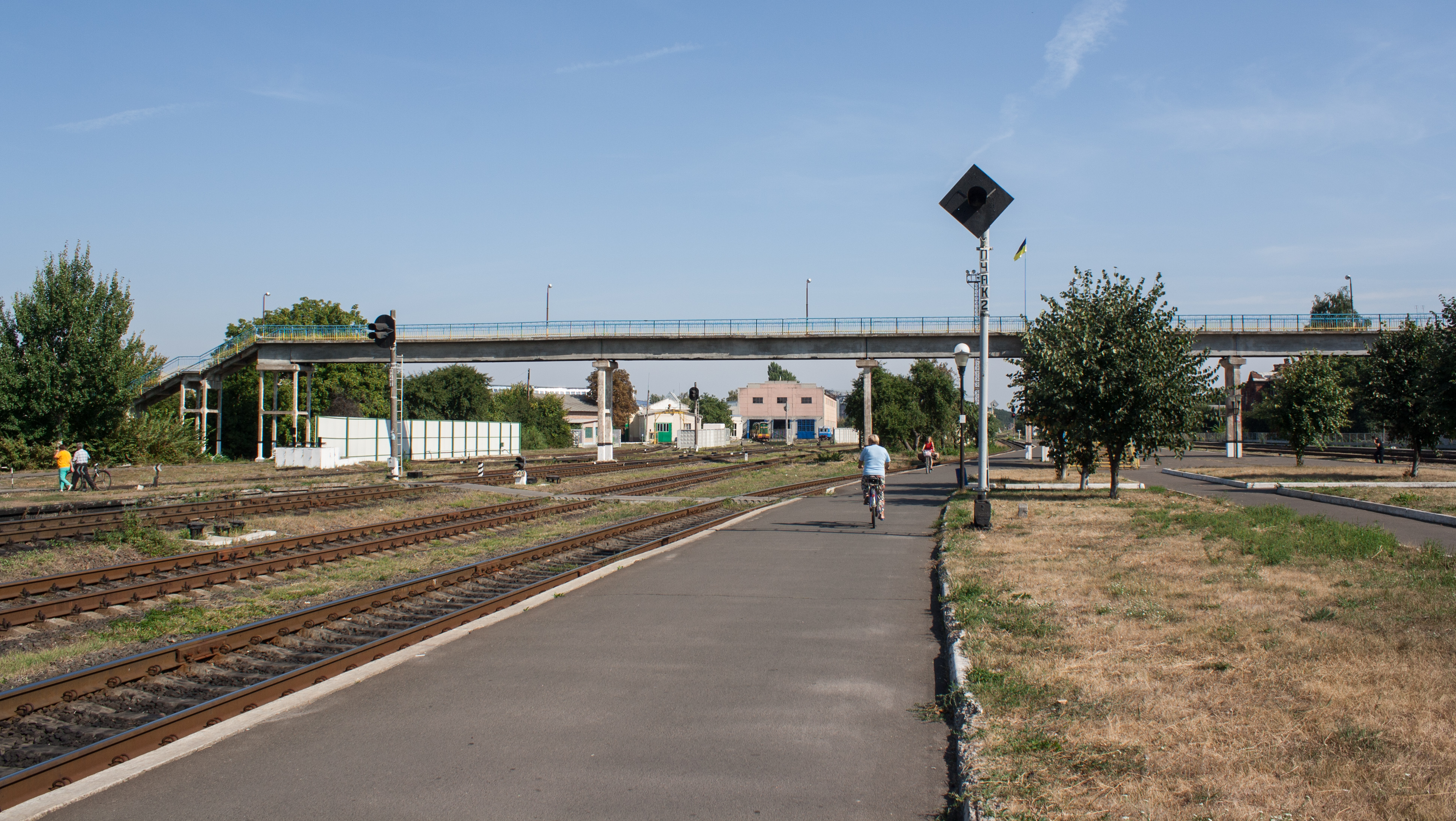
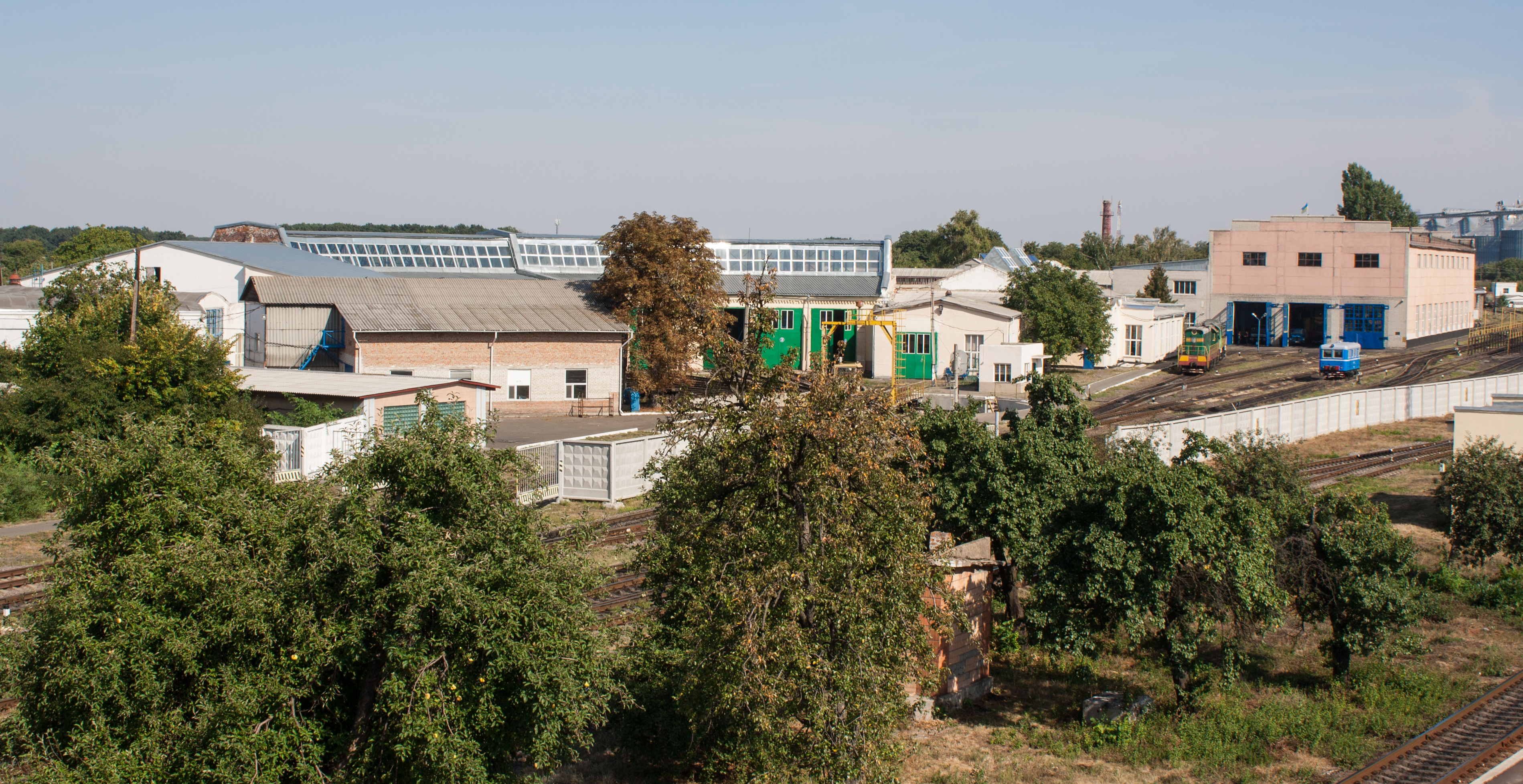
Локомотивне депо
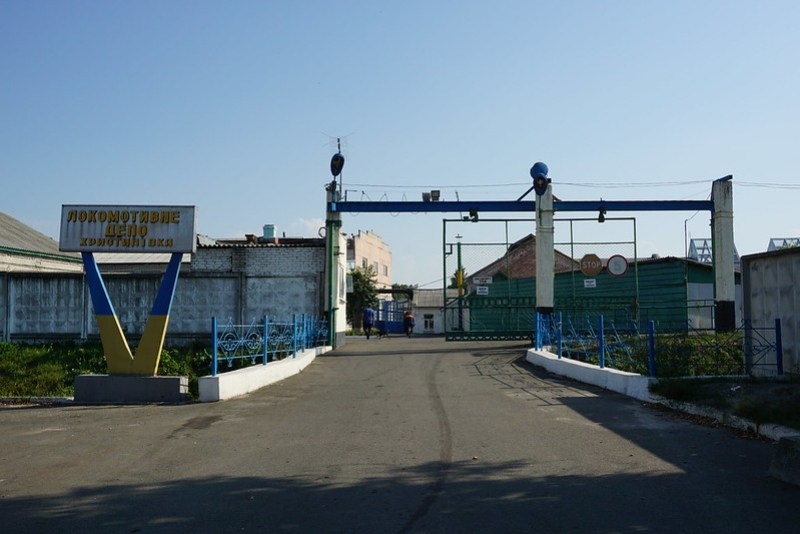
Локомотивне депо ТЧ-6 «Христинівка»
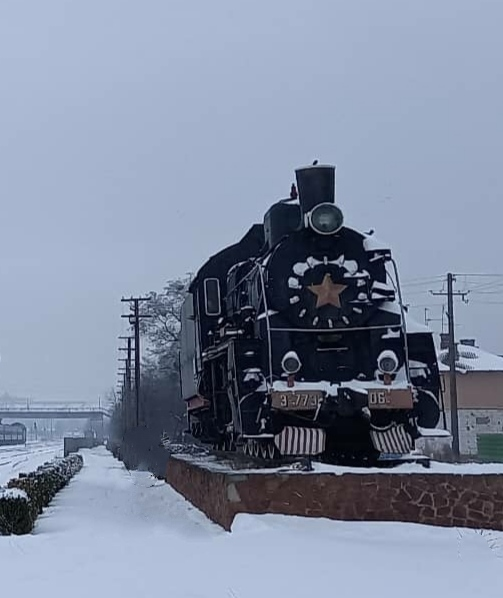
Пам'ятник-паровозу Ер-773-06